# پیتر اندرسون (بازیکن فوتبال، زاده ۱۹۴۹)
پیتر اندرسون (انگلیسی: Peter Anderson؛ زادهٔ ۳۱ مهٔ ۱۹۴۹) بازیکن فوتبال اهل بریتانیا است.
از باشگاه‌هایی که در آن بازی کرده‌است می‌توان به باشگاه فوتبال لوتون تاون، باشگاه فوتبال هندون، باشگاه فوتبال شفیلد یونایتد، باشگاه فوتبال میلوال، و باشگاه فوتبال رویال آنتورپ اشاره کرد.